# 一本うどん

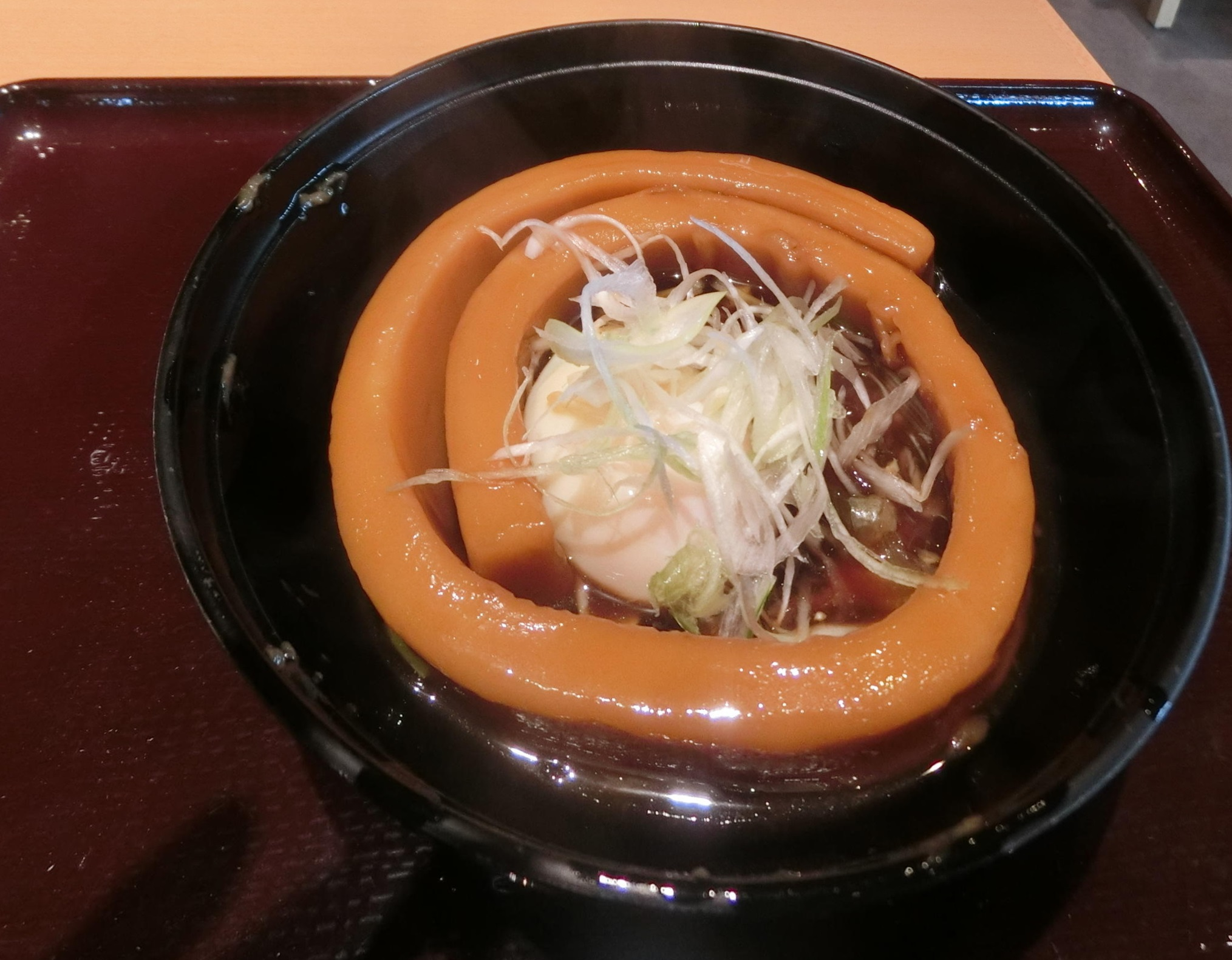
一本うどん

一本うどん（いっぽんうどん）は、通常のものと比べて、極めて太く作られたうどん。

## やほきの一本うどん
藪忠（東京滝野川区中里町（現・北区）、日月庵・やぶ忠）の村瀬忠太郎（『蕎麦通』四六書院 1930 の著者）によれば、江戸深川浄心寺のうどん専門店「やほき」で売り出された。
その製法が難しかったために、模倣する者が無く、やほきが無くなるとともに、行われなくなった。
ふつうのうどんと同じものであるが、親指ほどの太さで、かつ長くて丼鉢にただ1本のみ盛り入れた。
口当たりはきわめてやわらかく、適当な長さに箸で切り、汁につけて食した。
飯のかわりに、また酒のさかなにもよろこばれた。
村瀬によれば、そのすばらしさは切り口が鮮やかな四角形で、芯までやわらかく火が通っていることで、打ち方、茹で方にも技量を要した。
前日の夕方に打って、ある程度まで茹でたら火を引いて、蓋をしたままひとばん置いて、余熱で煮込んだらしいという。

## 京都の一本うどん
村瀬は同書の中で京都および名古屋にも類似したものがあるが、詳細は知らないと記述している。
京都のうどん店「たわらや」は北野天満宮の付近に店を構え、一本うどんを名物として出していた。たわらやのものはあらかじめうどんつゆにつけられており、享保年間といわれる創業当時から出されていたと言われている。戦後の食糧難の時代に一時閉店したため、一本うどんの伝統は一時絶えた。1996年（平成8年）になって復刻され、現在も店の名物となっている。ただし喉に詰まらせると危険であるため、現在では2～3本に切られている。

## 文芸の中の一本うどん
江戸時代の食事がしばしば取り上げられる池波正太郎の小説でも、一本うどんはたびたび登場する。鬼平犯科帳の短編「掻堀のおけい」では、豊島屋という一本うどんで有名な店が登場し、「男色一本饂飩」では表題にもなっている。知名度も高く、各地のうどん店や製麺業者によって類似品が販売されている。